# Euphyia semifasciata
Euphyia semifasciata là một loài bướm đêm trong họ Geometridae.